# Менкуш Ярослава Михайлівна
Ме́нкуш-Зане́вчик Яросла́ва Миха́йлівна (нар. 16 лютого 1923, Пустомити, Львівське воєводство, Польська Республіка — пом. 9 грудня 2012, Львів, Україна) — українська майстриня україської художньої вишивки, дизайнерка-шістдесятниця, дисидентка і громадська діячка.

## Життєпис
Народилася 16 лютого 1923 року у містечку Пустомити на Львівщині в родині бухгалтера та члена «Просвіти» Михайла Менкуша.
У 1930 році вступила до Української рідної школи імені Бориса Грінченка, протягом 1933—1934 років навчалася у Львівській школі імені Тараса Шевченка, а 1937—1939 — у львівській кравецькій школі «Труд». По закінченню кравецької школи вступила на другий курс зоотехнікуму, де навчалася до 1941 року.
Під час Другої світової війни закінчила друкарські курси та працювала на Пустомитівському вапняному заводі, протягом 1941—1942 років — у місцевому самоврядуванні. До 1943 року викладала історію, українську мову, крій та шиття в рільничій школі в Пустомитах і займалася організацією підпільної допомоги військовим підрозділам УПА.
У 1943 році долучилася до ОУН під псевдо «Галина», організувала Жіночу сітку Городоцького підпільного повітового проводу ОУН на Львівщині. У тому ж році одружилася з Іваном Білим на псевдо «Омелян» — референтом Городоцького військового повітового проводу Львівської області, що 17 вересня 1944 року закинув у бою з військами НКВС в селі Сайків Миколаївського району. Того ж року народила дочку Галину.
У 1947 році, вимушена піти в підпілля, залишила доньку на виховання тітці у Львові. У 1954 році, повернувшись до міста, возз'єдналася з родиною. Протягом 1956—1964 років працювала конструкторкою-модельєркою у Львівському будинку моделей. До арешту — конструкторка-модельєрка у Львівському проєктно-конструкторському інституту легкої промисловості.
Співпрацювала з художницею Людмилою Семикіною, спілкувалася з Іваном Гелем і на його прохання влітку 1965 року почала передруковувати статтю «Сучасний імперіалізм» та рецензію на неї Михайла Гориня під назвою «Зауваження». Крім того, встигла видрукувати одну сторінку статті «12 запитань для тих, хто вивчає суспільствознавство», яку встигли прочитати Яніна Яремко та Роман Боднар.
Заарештована разом із групою шістдесятників у першу хвилю арештів української інтелігенції 25 серпня 1965 року за звинуваченнями в антирадянській пропаганді та агітації. Під час обшуку в Ярослави Менкуш вилучили 1023 аркуші паперу, 250 аркушів копірки і друкарську машинку.
25 березня 1966 року на закритому засіданні визнана винною Львівським обласним судом на підставі статті 62 частини 1 КК УРСР «Антирадянська агітація і пропаганда» і засуджена до 2 років і 6 місяців позбавлення полі у виправно-трудовій колонії суворого режиму без заслання. Згодом касаційною інстанцією вирок знижений до одного року ув'язнення в таборі суворого режиму. Покарання відбувала у поселенні Явас у Мордовії (за іншими даними — в таборі ЖХ-385/17 у селі Озерний Зубово-Полянського району).
Повернувшись з ув'язнення, не була поновлена на попередній роботі і виписана зі Львова, через що тривалий час не могла влаштуватися на роботу. У 1967 році одружилася з удівцем Антоном Заневчиком.
У грудні 1969 року підписала листа «Знову "камерні" справи?» 16 колишніх політичних в'язниців голові Президії Верховної Ради УРСР Олександру Ляшко з протестом на порушення нової кримінальної справи проти Святослава Караванського у Володимирській в'язниці з вимогою гарантувати гласність політичних судових процесів.
У 1972 році, під час другої хвилі арештів української інтелігенції, в помешканні Ярослави Менкуш проведено обшук. З групою львів'ян щороку брала участь в колядуванні, де збирала пошти на допомогу родинам політв'язнів. У 1976 році допомогала щойно звільненому Івану Кандибі знайти помешкання в Пустомитах.
Була знайома з Оксаною Мешко, Аллою Горською, Іваном Світличним, підтримувала зв'язок з В'ячеславом Чорноволом і після його арешту сприяла передачі його листів з ув'язнення на волю. Серед таких Менкуш вдалося передати за кордон касаційну скаргу Кандиби та Чорновола через людей, які готувалися до в'їзду в Америку й шили в неї одяг.
У 1977 році разом з Іриною Сеник підписала заяву-протест до керівництва СРСР проти арешту Миколи Руденка. Весь час перебувала під наглядом КДБ і не могла працевлаштуватись, відшиваючи роботи вдома і ризикуючи бути звинуваченою в приватному підприємництві.
У середині 1980-х — початку 1990-х років мала низку персональних художніх виставок українського стилізованого одягу та вишивки, перша з яких у Музеї народної архітектури і побуту міста Львова «Шевченківський гай». Пізніше виставки також проходили у Києві, Варшаві, Канаді та США.
У 2003 році за сприяння Ярослави Менкуш у селі Новосілки-Опарські Миколаївського району Львівської області споруджено пам'ятник загиблим воякам УПА, серед яких її чоловік Іван Білий. До смерті лишалася діяльною членкинею Союзу українок, Братства вояків УПА, Всеукраїнського товариства політв'язнів і репресованих, Ліги українських жінок та Спілки народних майстрів України.
Померла 9 грудня 2012 року після тривалої важкої хвороби. 

## Творча діяльність
Із поверненням до Львова після заслання займалася вишивкою рушників, скатертин, серветок та наволочок. Серед основних технік — настил, хрестик, гладь, стебнівка, низинка, мереживо. За народними мотивами розробила ансамблі одягу для дітей (білосуконні кептарі, декоровані аплікацією, сукном, хутром, шнуром), жінок, чоловіків (свити, сардаки, кептарі, камізельки) з вишивками, мереженням, вирізуванням, аплікацією, обшиттям смушком, оксамитом, попарних, прямих, зсуканих, плетених «в кіску» та «хвильками» шнурами, набиванням металевих пластинок (кружелець, ромбиків, зірочок, зубчиків, леліток).
Від 1979 року брала участь в обласних, республіканських, всесоюзних та зарубіжних виставках. Серед персональних — у Києві (1982, 2001, 2005), Львові (1984, 1993, 1994, 1997, 2002, 2005), Торонто, Оттаві, Монреалі, Лондоні, Нью-Йорку, Клівленді (усі — протягом 1990—1991), Луцьку (2000), Донецьку (2001), Стрию, Дрогобичах, Трускавці (усі — 2004), Бориславі (2005), Самборі (2007) та Дубно (2005).
Займалася збиранням народного одягу по всій Україні. Маючи велику колекцію цінних експонатів народного одягу, займалася їх реставрацією.
У 1990 році разом з чоловіком, що долучився до роботи над свитами, а також із художницею Оленою Стахурською здійснила поїздку до Канади, де спеціально для них було організовано 26 виставок одягу та вишивки.
Окремі вироби зберігаються у Музеї народної архітектури та побуту України, Музеї народної архітектури та побуту у Львові, Музеї Лесі Українки у селі Колодяжне, Дрогобицькій картинній галереї та Історико-етнографічному музеї «Бойківщина» у Самборі.